# Schidax
Schidax is een geslacht van vlinders van de familie Uraniavlinders (Uraniidae), uit de onderfamilie Epipleminae.

## Soorten
- S. anosectaria Guenée, 1857
- S. canoferata Walker, 1861
- S. coronaria Strecker, 1899
- S. evulsa Felder & Rogenhofer, 1875
- S. fuligaria Guenée, 1857
- S. repandaria Walker, 1866
- S. saginaria Guenée, 1857
- S. semissaria Herrich-Schäffer, 1854
- S. servaria Walker, 1861
- S. squammularia Hübner, 1816